# Frangepán Erzsébet
Frangepán Erzsébet  (horvátul: Jelisava Frankopanka, szlovénül: Elizabeta Frankopanska, Modrus, 1373 – Korpona, 1422 vagy 1423) a Frangepán családból származó horvát nemesasszony, Cillei Frigyes celjei gróf  első felesége. Házassága révén Cillei Borbála magyar királyné sógornője lett. Házasságát megzavarták az ő és férje közötti gyakori nézeteltérések, végül 1422-ben, vagy 1423-ban az ágyában meggyilkolva találták. A gyilkosság fő gyanúsítottja férje volt, aki később feleségül vette Desenicei Veronikát, egy alacsonyabb származású nőt. Az ügy hosszú ideig beárnyékolta a Cillei és a Frangepán család közötti kapcsolatokat, és hosszan tartó viszályhoz vezetett Erzsébet özvegye Frigyes, és unokatestvére, Frangepán János között. Erzsébet tragédiája a 19. és 20. században számos irodalmi és művészeti alkotás forrása lett a szlovén, horvát és magyar kultúrában.

## Családja
Apja Frangepán II. István vegliai és modrusi gróf, Zengg ura, anyja Carrara Katalin, Francesco Carrarának, Padova urának lánya volt. Egyetlen testvére, György még 1412 előtt meghalt, így apjának egyetlen örököse lett

## Élete
Apja Durazzói Károly híve volt, aki magyar királyként 1386. január 22-én Budán kiadott számára egy oklevelet, amelyben jóváhagyta, hogy István akkor még gyermek lányára, Erzsébetre ruházza át az öröklési jogokat arra az esetre, ha férfi leszármazott nélkül halna meg. Kétéves korában eljegyezték Frigyessel, Cillei Hermann celjei gróf elsőszülött fiával, aki anyai ágon Mária magyar királynő unokatestvére, apai ágon pedig Cillei Borbála magyar királyné testvére volt. Apja negyvenezer aranydukátból álló hozományt tett félre a számára, ami akkoriban óriási összeg volt. Ezenkívül a hozomány magában foglalta Veglia (Krk) szigetének felét, Bakar várát és a közeli Trsat, valamint a vinodoli Bribir várait. A szokatlanul nagy hozomány azzal magyarázható, hogy István, testvére, János és a Cillei Hermann megegyeztek István földjeinek halála utáni felosztásáról.
Amikor Frangepán István 1390-ben meghalt, testvére János azonnal követelte, hogy Erzsébet és anyja hagyják el addigi lakhelyüket, Modrust. Az asszony rövid ideig ellenállt, de a hírre, hogy a velenceiek fegyveres gályát küldenek János gróf segítségére, beletörődött sorsába. Cillei és az Ortenburg grófok közvetítésével megvásárolta a krajnai Mehovo (németül Meichau) várát (a mai Novo Mesto és Metlika között), ahová lányával együtt elköltözött. Az Erzsébet házassága körüli tárgyalások elhúzódtak, mivel nyilvánvaló volt, hogy a nagybátyja megpróbálta lefaragni az ígért összeget, és többet megtartani néhai testvére örökségéből. Végül a kezdeti pénzösszeget felére csökkentették, és a beígért várak helyett Erzsébet végül a szlavóniai Szjenicsákot és a stratégiailag fontos Skrad várát kapta meg.
Erzsébet 1405 körül, 19 évesen ment feleségül Cillei Frigyeshez, valószínűleg a karniolai cillei birtokok egyikében. Hermann gróf a fiatal házaspárt Szamobor, Kostanjevica, Novo Mesto, Mehovo és Krško váraival ajándékozta meg, ahol lakhelyük is volt. Erzsébet már 1405-ben meg is szülte első gyermekét, Ulrikot. Második fia, III. Frigyes még gyermekként meghalt, így Ulrik gróf később nagyapja egyetlen örököse maradt. Úgy tűnik, a házasság boldogtalan volt, mivel a házastársak legalább 1414-től külön éltek. Frigyes grófot Aeneas Piccolomini (a későbbi II. Piusz pápa) kegyetlen, könyörtelen emberként írta le. Emellett a leírás szerint hitetlen, alattomos, szélsőséges materialista, komor és zárkózott ember volt. A helyzet odáig fajult, hogy Erzsébet apósa, Hermann gróf is beavatkozott a házastársak kibékítésére. 1422-ben (más források szerint 1423-ban) Erzsébet és Frigyes a szlavóniai Zagorje megyében, a korponai családi kastélyban találkoztak. Megbékélés helyett azonban Erzsébetet reggel mellkasi sebbel holtan találták ágyában. Egy vadászkéssel ölték meg. Frigyes Budára menekült, és nővére, Borbála, Zsigmond király felesége védelme alá helyezte magát. Erzsébetet Celjében temették el. Meggyilkolása után rokonai, a Frangepánok visszavették a Cilleiektől mindazokat a birtokokat, amelyeket Erzsébet hozományául megkapott.

## A gyilkosságról szóló legendák
A gyilkosság okairól több változat is létezik. Egyikük egy gyönyörű lányhoz, Desenicei Veronikához kötődik, aki egy nemes, de szegény kočevjei család sarja volt. Őt Frigyes 1425-ben vette feleségül. Frigyes apja, Herman gróf boszorkányként kezelte, és Ostrovica várába zárta, ahol megölette. Egy másik Veronikáról is tudunk, akit Frigyes gróf ugyancsak elvett. Nővére, Margareta Celjska ugyanis Cieszynben (németül Teschen) férjhez ment László tescheni herceghez. Frigyes ott találkozott Veronika nevű nővérével, akit 1445-ben feleségül vett és Celjébe hozott. 
A gyönyörű Veronika történetnek van egy horvát változata is, mely Desinić Veronikához kötődik, akit állítólag Nagytábor várában öltek meg. Eszerint miután a házasságról tudomást szerzett Frigyes apja egy egész sereget küldött utánuk. Veronikát is elfogták Veliki Taborban tartották fogva, és azzal vádolták, hogy elvarázsolta Frigyest. A boszorkánypróba két napig tartott, de végül a bírák úgy döntöttek, hogy elengedik Veronikát. A legenda szerint egyetlen bűne az volt, hogy őszintén szerette Frigyest. A felmentés ellenére a szerencsétlenül járt lányt előbb vízbe fullasztották, majd Nagytábor várába befalazták. Azt mondják, különösen a hosszú téli éjszakákon, még mindig hallják Veronika sikoltozását. A Veronica elleni per az első feljegyzett boszorkányper Szlovéniában. A Nagytábori Múzeum szerint ez a történet felkerült a Horvát Köztársaság szellemi kulturális örökségének listájára.

## Frangepán Erzsébet az irodalomban
Erzsébet sorsáról szól Kisfaludy Sándor Frangepán Erzsébet című verse (1836). Alakja Mellékszereplője a Desenicei Veronika (Veronika Deseniška) című darabnak is, amelyet Oton Župančič szlovén író 1924-ben jelentetett meg. Župančič drámájában Erzsébet és Veronika Frigyes árulásának áldozataiként jelennek meg, Erzsébet halála pedig öngyilkosságként van feltüntetve.